# Varianter av sars-cov-2
Varianter av sars-cov-2 är genetiska varianter av viruset sars-cov-2 som orsakar sjukdomen covid-19. De flesta ändringar som spelat större roll har varit av typen missense-mutationer, som leder till att en aminosyra byts ut mot en annan.
Vissa varianter är eller tros vara av särskild betydelse på grund av deras ökad smittsamhet, ökad virulens eller minskad effektivitet av vaccin.
Den 31 maj 2021 offentliggjorde Världshälsoorganisationen ett nytt system för namngivning av varianter, baserat på det grekiska alfabetet. Syftet var att förenkla kommunikation till allmänheten och undvika stigmatiserande namn utifrån var varianter först upptäcktes.

## Sammanfattning
De första tillgängliga virala SARS-CoV-2-genomen samlades in från patienter i december 2019, och kinesiska forskare jämförde dessa tidiga genom med fladdermus- och pangolin-coronavirus-stammar för att uppskatta den ursprungliga coronavirus-typen; den identifierade släktgenomtypen benämndes som "S", och dess dominerande härledda typ benämndes som "L" för att återspegla de muterade förändringarna i aminosyran. Västerländska forskare genomförde oberoende analyser men benämnde ursprungsvarianten som "A" och den härledda typen som "B". B-typen muterades till ytterligare typer inklusive B.1, som är ursprungstypen till de globala varianterna av särskild betydelse, märkt 2021 av WHO som alfa-, beta-, gamma-, delta- och omikron-varianterna.
Följande tabell visar information och risknivå för varianter av särskild betydelse och av särskilt intresse. Intervallen antar en 95% konfidens- eller trovärdighetsnivå om inget annat anges.
Relativ risk nivå:   Väldigt hög   Hög   Mellan   Låg   Okänd   Eliminerad
| Identifikation | Identifikation   | Identifikation  | Uppkomst       | Uppkomst       | Uppkomst                                       | Uppkomst                   | Kliniska förändringar i förhållande till den variant som först identifierades i Wuhan | Kliniska förändringar i förhållande till den variant som först identifierades i Wuhan | Kliniska förändringar i förhållande till den variant som först identifierades i Wuhan | Kliniska förändringar i förhållande till den variant som först identifierades i Wuhan | Neutraliserande antikroppsaktivitet (eller effekt när tillgänglig)          | Neutraliserande antikroppsaktivitet (eller effekt när tillgänglig) |
| WHO benämning  | PANGOLIN variant | Nextstrain klad | Första utbrott | Tidigaste prov | Förklarad som en variant av särskild betydelse | Cirkulation just nu?[när?] | Särskilda mutationer                                                                  | Smittsamhet                                                                           | Sjukhusvistelse                                                                       | Dödlighet                                                                             | Efter naturlig infektion (risk för återinfektion)                           | Från vaccination                                                   |
| -------------- | ---------------- | --------------- | -------------- | -------------- | ---------------------------------------------- | -------------------------- | ------------------------------------------------------------------------------------- | ------------------------------------------------------------------------------------- | ------------------------------------------------------------------------------------- | ------------------------------------------------------------------------------------- | --------------------------------------------------------------------------- | ------------------------------------------------------------------ |
| Delta          | B.1.617.2        | 21A             | Indien         | okt 2020       | 6 maj 2021                                     | Nej                        | L452R, T478K, P681R                                                                   | +97% (76–117%)                                                                        | +85% (39–147%) relativt till Alfavarianten                                            | +137% (50–230%)                                                                       | Återinfektioner inträffade, med mindre förekomst än vaccinerade infektioner | Effektminskning för icke-svår sjukdom                              |
| Omikron        | B.1.1.529        | 21K             | Sydafrika      | 9 nov 2021     | 26 nov 2021                                    | Ja                         | P681H, N440K, N501Y, S477N och flera andra                                            | Eventuellt ökad risk                                                                  | −57% (59–61%) relativt till Delta.                                                    | −63% (69–74%) relativt till Deltavarianten.                                           | Kraftigt ökad smittsamhet                                                   | Reducerad risk för symtomatisk sjukdom, okänd mot svår sjukdom     |
| Alfa           | B.1.1.7          | 20I (V1)        | Storbritannien | 20 sep 2020    | 18 dec 2020                                    | Nej                        | 69–70del, N501Y, P681H                                                                | +29% (24–33%)                                                                         | +52% (47–57%)                                                                         | +59% (44–74%)                                                                         | Minimal minskning                                                           | Minimal minskning                                                  |
| Gamma          | P.1              | 20J (V3)        | Brasilien      | nov 2020       | 15 jan 2021                                    | Nej                        | K417N, E484K, N501Y                                                                   | +38% (29–48%)                                                                         | Eventuellt ökad risk.                                                                 | +50% (20–90%)                                                                         | Reducerad                                                                   | Behålls av många                                                   |
| Beta           | B.1.351          | 20H (V2)        | Sydafrika      | maj 2020       | 14 jan 2021                                    | Nej                        | K417N, E484K, N501Y                                                                   | +25% (20–30%)                                                                         | Under utredning                                                                       | Eventuellt ökad risk                                                                  | Reducerad T-cellrespons framkallat av D614G-virus förblir effektivt         | Reducerad risk för symtomatisk sjukdom, bibehålls mot svår sjukdom |

1. ↑  Måttligt minskad neutralisering med Covaxin.
2. ↑  En annan studie,[30] har uppskattat att B.1.1.7 kan vara ~64% (32–104%) mer dödlig.
3. ↑  Möjligen 50% mer smittsam än Variant B.1.1.7.
4. ↑  Det rapporterade konfidentiella eller trovärdiga intervallet har en låg sannolikhet, så det uppskattade värdet kan bara förstås som möjligt, inte säkert eller troligt.
5. ↑  Förutom Pfizer – BioNTech.

## Referenssekvens
Sekvensen WIV04/2019, som tillhör GISAID S kladen / PANGOLIN A kladen / Nextstrain 19B kladen, tros vara den originella sekvensen som smittar människor, känd som "sekvens noll" (sequence zero). Sekvensen WIV04/2019 sekvenserades från en symptomatisk patient den 30 december 2019 och är en referenssekvens. Dock refererar en annan grupp (Sudhir Kumar m.fl.), till NCBI referensgenomet (GenBankID:NC_045512; GISAID ID: EPI_ISL_402125), denna sekvens samlades in den 26 december 2019, dock använde denna gruppen också WIV04 GISAID referensgenomet med (ID: EPI_ISL_402124) i sin analys. Den äldsta sekvensen, Wuhan-1, samlades in den 24 december 2019.

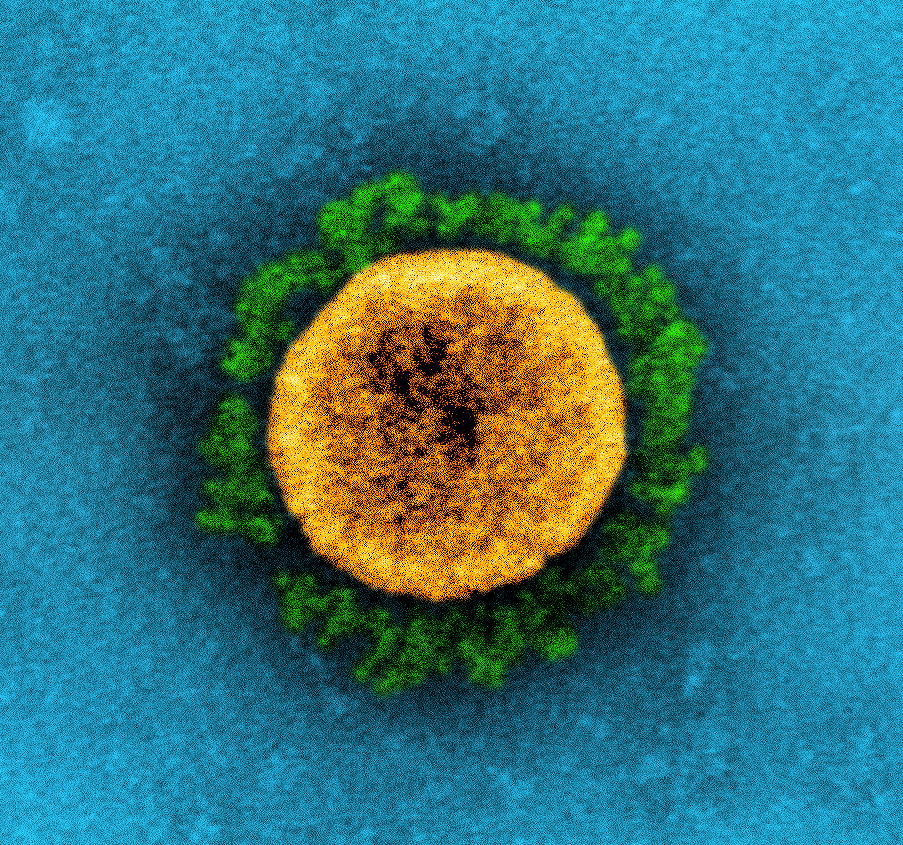
Falskfärgad transmissionselektronmikroskopibild av en B.1.1.7-variant av coronaviruset. Variantens ökade smittsamhet tros bero på förändringar i strukturen hos spikproteinerna, som här visas i grönt.

## Kriteria för notabilitet
Vissa av de potentiella konsekvenserna av dessa varianter av särskild betydelse är följande:
- Mer smittsam
- Ökad mortalitet
- Ökad morbiditet
- Ökad risk för långtidscovid
- Förmågan att vara gömd i diagnostiska tester
- Minskad känslighet mot antivirala medel
- Minskad känslighet mot neutralisering av antikroppar
- Förmågan att kringgå naturlig immunitet
- Förmågan att smitta vaccinerade personer
- Ökad risk för vissa sjukdomar, såsom systemiskt inflammationsresponssyndrom
- Ökad affinitet för särskilda demografiska eller kliniska grupper, såsom barn eller personer som lider av immunsuppression

Varianter som verkar uppfylla ett eller flera av dessa kriterier kan betecknas som variant under utredning eller variant av intresse i väntan på bekräftelse och validering av dessa egenskaper. Den främsta egenskapen hos en variant av intresse är att det finns bevis som visar att den orsakar en ökad andel fall eller unika utbrottskluster. Samtidigt måste varianten ha en begränsad spridning eller tillväxt på nationell nivå, annars skulle klassificeringen höjas till 'variant av särskilt intresse'. Om det finns tydliga bevis för att effektiviteten hos förebyggande åtgärder eller insatser minskar avsevärt mot en viss variant, kallas den för en 'variant med allvarliga konsekvenser'.

## Varianter av särskilt intresse

### Alfa: Variant B.1.1.7
Varianten upptäckes i oktober 2020 i Storbritannien i ett testprov taget månaden tidigare, tidigare nämnd som Variant Under Investigation in December 2020 (VUI – 202012/01) och som lineage B.1.1.7 eller 20I/501Y.V1 (tidigare 20B/501Y.V1). Den korrelerar med den betydliga ökningen av bekräftade fall av Covid-19 i Storbritannien[när?] och associeras dels med N501Y-mutationen. Det finns vissa belägg som visar att denna varianten har en smittsamhet som är mellan 30 och 70 procent högre än andra mutationer och tidigare studier visar också en ökning i dödlighet. Denna variant har av Världshälsoorganisationen fått beteckningen alfa.

#### B.1.1.7 med E484K
Variant of Concern 21FEB-02, tidigare benämnd som VOC-202102/02, beskriven av Public Health England som B.1.1.7 med E484K, är av samma variant i PANGO:s nomenklatursystem men har ytterligare en E484K mutation. Sedan den 17 mars 2021 har det bekräftats 39 fall av VOC-21FEB-02 i Storbritannien. Den 4 mars 2021 rapporterade forskare att B.1.1.7 med E484K mutationen hade upptäckts i Oregon i USA. I 13 provtester analyserade hade en sekvens denna kombinationen, som tros ha muterat av sig själv spontant och lokalt – vilket betyder att mutationen inte tros vara importerad.

### Beta: Variant B.1.351
Den 18 december 2020 upptäcktes variant B.1.351, även kallad 501.V2, 20H/501Y.V2 (tidigare 20C/501Y.V2), eller lineage B.1.351 på engelska, i Sydafrika. Forskare och tjänstemän rapporterade att varianten spreds i större utsträckning bland yngre utan några bakomliggande sjukdomar och till skillnad från andra varianter leder denna varianten till mer allvarliga sjukdomsförlopp i större omfattning. Varianten korrelerar också med den betydliga ökningen av bekräftade fall av Covid-19 i Sydafrika. Denna variant har av Världshälsoorganisationen fått beteckningen beta.

### Gamma: Variant P.1
Variant P.1 (Lineage P1), upptäcktes i Tokyo den 6 januari 2021. Den upptäcktes först hos fyra personer som anlände i Tokyo efter att ha rest från Amazonas i Brasilien den 2 januari 2021. Den 12 januari 2021 rapporterade Brasiliens folkhälsomyndighet 13 bekräftade fall av varianten i Manaus. Varianten fanns inte i sekvenserade prover från mars till november 2020 men identifierades i 42 % av sekvenserade prover från december 2020. Denna variant har av Världshälsoorganisationen fått beteckningen gamma.
Det har även identifierats en annan variant i Rio de Janeiro, Brasilien, som nu döpts till Variant P.2, som har mutationen E484K. Variant P.2 är inte direkt relaterad till variant P.1 men båda har mutationen E484K.

### Delta: Variant B.1.617.2
Variant B.1.617, kallas även i folkmun "indiska dubbelmutationen", är en mutation som först upptäcktes i Indien runt oktober 2020. I januari 2021 var det endast ett fåtal bekräftade fall av mutationen och fram till april hade mutationen spridits till 20 länder i alla kontinenter förutom antarktis och sydamerika. Varianten har 15 olika definierade mutationer varav några av spikeproteins-mutationerna P681R, E484Q och L452R, de sista två förenklar virusets möjlighet att undvika antikroppar vilket kan göra vaccin ineffektiva.
Den 15 april meddelade Public Health England (PHE) att varianten kom till att bli "Variant under Investigation", VUI-21APR-01. Undervarianten B.1.617.2 har av Världshälsoorganisationen fått beteckningen delta. Undervarianten B.1.617.1 har fått beteckningen kappa

## Andra varianter av intresse

### Epsilon: Variant B.1.429 / CAL.20C
CAL.20C identifierades först av forskare i juli 2020 i ett prov av 1 230 prover som samlades in i Los Angeles County. Denna varianten som döpts till variant B.1.429, har mutationen L452R och upptäcktes inte igen innan oktober 2020. I november 2020 stod CAL.20C för 36% av alla sekvenserade prover och i januari 2021 stod varianten för ungefär 50% av alla sekvenserade prover. Varianten har också upptäckts i andra delar av norra Kalifornien. Mellan november och december 2020 ökade varianten från 3% till 25% i alla sekvenserade prover.

### Zeta: Variant P.2
Variant P.2, är en undervariant av B.1.1.28 likt P.1, som först upptäcktes i staten Rio de Janeiro. Den bär på mutationen E484K men inte på N501Y och K417T. Variant P.2 utvecklades självständigt i Rio De Janeiro utan att vara relaterad till Variant P.1 från Manaus.
Varianten döptes av Världshälsoorganisationen till variant Zeta och uppskattas vara en variant av intresse, men inte en variant av särskild betydelse vid detta tillfälle.

### Eta: Variant B.1.525
B.1.525, också benämnd som VUI-21FEB-03, (tidigare VUI-202102/03) av Public Health England (PHE) och tidigare känd som UK1188. Den har inte samma N501Y mutation som återfinns hos B.1.1.7, B.1.351 och P.1, men har samma E484K-mutation som återfinns hos P.1, P.2 och B.1.351. Den har också samma ΔH69/ΔV70 deletion som återfinns hos B.1.1.7, N439K varianterna B.1.141 och B.1.258 samt Y453F varianten Kluster 5. B.1.525 skiljer sig från alla andra varianter genom att ha båda E484K-mutationerna och en ny F888L-mutation som gör en substitution av Fenylalanin (F) och Leucin (L) i S2 domänet av spikeproteinet. Sedan den 5 mars 2021 har den upptäckts i 23 länder såsom: Storbritannien, Danmark, Finland, Norge, Nederländerna, Belgien, Frankrike, Spanien, Nigeria, Ghana, Jordanien, Japan, Singapore, Australien, Kanada, Tyskland, Italien, Slovenien, Österrike, Schweiz, Malaysia, Irland och USA. Den har också upptäckts i Mayotte. De första fallen av varianten upptäcktes i december 2020 i Storbritannien och Nigeria och sedan den 15 februari har den upptäckts främst i Nigeria. Sedan den 24 februari 2021 har 56 fall bekräftats i Storbritannien. Danmark som sekvenserar alla sina Covid-19-fall har hittat 113 fall av denna varianten mellan 14 januari till den 21 februari 2021, varav 7 av dessa är direkt kopplade till resor till Nigeria. Denna variant har av Världshälsoorganisationen fått beteckningen Eta.
Experter i Storbritannien studerar varianten för att förstå hur stor risk den kan ha på människan. Den är idag klassificerad som en variant av intresse men kan komma att bli en variant av särskild betydelse.

### Theta: Variant P.3
Den 18 februari 2021 rapporterade Filippinernas hälsomyndighet att de upptäckt två nya mutationer av Covid-19 i Centrala Visayas efter provtester från patienter skickats för att genomgå en genomsekvensering. Mutationerna visade sig sedan vara E484K och N501Y som upptäcktes i 37 av 50 provtester. Båda mutationerna existerade i samma provsvar hos 29 av dessa 37 provtesterna. Det fanns inga officiella namn för dessa varianterna och den fulla sekvensen hade inte identifierats ännu vid tillfället.
Den 13 mars rapporterade Filippinernas hälsomyndighet att mutationen består av en variant som döptes till Variant P.3. Samma dag bekräftade även landet sitt första fall av P.1 i landet. Även om P.1- och P.3-varianterna kommer från samma ursprungsvariant, B.1.1.28, sade hälsomyndigheten att Variant P.3:s påverkan på vacciners effektivitet var okänd. Sedan den 13 mars har Filippinerna bekräftat 98 fall av P.3. Den 12 mars upptäcktes varianten i Japan. Den 17 mars upptäckte Storbritannien sina första två fall, Public Health England döpte varianten till VUI-21MAR-02. Den 30 april 2021 upptäckte Malaysia 8 fall av P.3 i Sarawak. Denna variant har av Världshälsoorganisationen fått beteckningen theta.

### Jota: Variant B.1.526
I november 2020 upptäcktes en muterad variant i New York som döptes till B.1.526. Sedan den 11 april 2021 hade varianten upptäckts i 48 stater och 18 länder. Varianten följer samma mönster som B.1.429, dock kunde B.1.526 få snabbt fotfäste i vissa stater men under våren 2021 dominerade B.1.1.7 i USA och denna varianten stod för en väldigt liten del av de sekvenserade proverna. Denna variant har av Världshälsoorganisationen fått beteckningen Iota.

### Kappa: Variant B.1.617.1
Variant B.1.617.1 är en av tre undervarianter från Variant B.1.617. Varianten upptäcktes först i Indien i december 2020. I slutet av mars 2021 stod Kappa-varianten för närmare hälften av alla sekvenserade fall från Indien. Den 1 april 2021 förklarades varianten som en variant under utredningen (VUI-21APR-01) av Public Health England.

### Variant B.1.1.207
Varianten sekvenserades först i Nigeria, denna varianten har en P681H mutation, vilket även återfinns i Storbritanniens B.1.1.7. Den delar inga andra mutationer med B.1.1.7 och sedan slutet av december 2020 står denna variant för ungefär 1% av alla sekvenserade fall i Nigeria. Sedan maj 2021 har varianten upptäckts i 10 länder.

### Variant B.1.620
I mars 2021 upptäcktes denna varianten i Litauen och döptes därefter till B.1.620. Forskare lyckats identifiera 23 olika mutationer varav 4 är av särskilt intresse. Den bär på en E484K-mutation, D614G och P681H samt S477N.

### Andra varianter av intresse
- Variant B.1.618 – I oktober 2020 isolerades denna varianten för första gången. Den har E484K-mutationen som den sydafrikanska varianten (B.1.351) också har, B.1.618 står för de flesta sekvenserade fallen i Västbengalen.[105][106] Sedan den 23 april 2021 har CoV-Lineages-databasen rapporterat 135 sekvenser identifiera i Indien, med endast en handfull av fall i åtta andra länder.[107]
- Variant B.1.1.318 – Varianten klassificerades av PHE som en VUI (Variant Under Investigation) - (VUI-21FEB-04,[108] tidigare VUI-202102/04) den 24 februari 2021. Totalt har 16 fall av varianten upptäckts i Storbritannien.[108][109]
- Variant B.1.1.317 – Medan variant B.1.1.317 inte är klassificerad som en Variant av särskild betydelse, Queensland Health tvingade två personer till karantän i Brisbane, Australien i ytterligare fem dagar mer än de 14 dagar som krävs eftersom de blivit smittade med denna varianten.[110]
- Den 29 maj 2021 upptäckte forskare i Vietnam en ny, mer smittsam, variant av COVID-19-viruset som kan vara en blandning av varianten först upptäckt i Storbritannien och Indien.[111]

## Överföring mellan arter

### Kluster 5
I början av november 2019 upptäcktes Kluster 5, också kallad ΔFVI-spike av danska Statens Serum Institut (SSI), i Nørrejylland i Danmark. Mutationen tros ha spridits från minkar till människor genom minkfarmar. Den 4 november meddelade den danska regeringen att alla minkar i landet skulle avlivas och grävas ner för att förebygga en spridning av denna mutationen och ytterligare mutationer. En nedstängning av flera kommuner infördes i Nørrejylland och den 5 november hade det upptäckts runt 214 mink-relaterade smittofall bland människor.
SSI varnade att mutationen kunde minska effekten av Covid-19-vaccin som var under utveckling men var inte trolig att göra de värdelösa. Den 19 november 2020 meddelade SSI att kluster 5 med största sannolikhet dött ut.

## Särskilda missense-mutationer

### N440K
Denna mutationen har observerats i cellkulturer att vara tio gånger mer smittsam än den tidigare A2a-stammen. Den är delaktig i det snabbt ökande antalet bekräftade fall av Covid-19 i Indien. Indien har den högsta andelen av N440K-muterade varianterna följt av USA och Tyskland.

### L452R
Namnet på mutationen, L452R, hänvisar till ett utbyte där leucinet (L) är utbytt med arginin (R) i position 452.
Det har funnits en betydande ökning av bekräftade covid-19 fall i Indien, dels på grund av B.1.617, även, men felaktigt, känd som en "dubbel mutant". L452R är en relevant mutation i denna stam som förstärker ACE2 receptor-bindande funktionen och kan reducera vaccinstimulerade antikroppar från att angripa detta förändrade spikeprotein.
Studier visar att L452R kan göra coronaviruset resistent mot T-celler, som är en klass av celler som är nödvändiga för att identifiera och förstöra virus-smittade celler. Dessa är annorlunda från de antikroppar som är hjälpfulla med att blockera coronavirus-partiklar och förebyggandet av förökning av dessa partiklar inuti kroppen.

### S477G/N
En flexibel region i receptorbindande domänet (Rbd) av SARS-CoV-2, från rest 475 ända upp till rest 485, identifierades med hjälp av bioinformatik och statistiska metoder i flertal studier. Position S477 har den högsta flexibiliteten.

### E484K
Namnet på mutationen, E484K, hänvisar till ett utbyte där glutaminsyra (E) är utbytt med lysin (K) i position 484. Den är döpt till "Eeek".
Mutationen E484K ser ut att undvika några av de antikroppar i coronavirusets spike-protein, eller ”taggar”, som ett vaccin eller tidigare sjukdom bildar. Därmed kan varianten minska vaccinernas effektivitet.

### E484Q
Namnet på mutationen, E484Q, hänvisar till ett utbyte där glutaminsyra (E) är utbytt med glutamin (Q) i position 484.
Indien ser en betyande ökning av bekräftade fall av covid-19 från början av 2021 vilket delvis kan förklaras av B.1.617. E484Q kan förstärka ACE2 receptorbindande funktionen och vilket kan reducera vaccin-stimulerade antikroppar från att angripa detta förändrade spikeprotein.

### N501Y
Namnet på mutationen, N501Y, hänvisar till ett utbyte där asparaginet (N) är utbytt med tyrosin (Y) i aminosyrapositionen 501. N501Y har döpts till "Nelly".
N501Y har några genetiska skillnader i det så kallade spikeproteinet, denna mutation och andra visar att spikeproteinet kan förändras utan att förstöra virusets förmåga att spridas vidare. Mutationen påverkar liganden på grund av dess position inuti lipidhöljets proteiners receptor-bindande domän som behövs för att bindas till ACE2 hos människans celler. Denna mutationen återfinns hos Variant P.1 i Brasilien/Japan, Variant of Concern 202012/01 i Storbritannien, Variant 501.V2 i Sydfarika och COH.20G/501Y i Columbus, Ohio.

### D614G
D614G-mutationen förändrade coronavirusets spike-protein, eller ”taggar”, och gjorde att viruset kunde öka sin spridning. Idag är det den vanligaste formen av coronaviruset i Europa.

### P681H
I januari 2021 rapporterade forskare i en preprint att mutationen 'P681H', har ett karakteristisk särdrag från SARS-CoV-2 varianterna upptäckta i Storbritannien (B.1.1.7) och Nigeria (B.1.1.207), och påvisar en exponentiell ökning i världen, likt 'D614G' som också kan påvisas runt i världen idag.

### P681R
Namnet på mutationen, P681R, hänvisar till ett utbyte där prolinet (P) är utbytt med arginin (R) i position 681.
Indiska SARS-CoV-2 Genomics Consortium (INSACOG) har upptäckt att utöver de två mutationerna E484Q och L452R finns det en tredje signifikant mutation, P681R i B.1.617. Alla tre mutationerna är på spikeproteinet, den delen av coronaviruset som binder sig fast på receptor-bindande cellerna i kroppen.

### A701V
Enligt lokala rapporter från Malaysias hälsomyndighet, den 23 december 2020 upptäcktes en mutation i SARS-CoV-2 genomet som de döpte till A701B(sic). Mutationen rapporterades vara lik mutationerna som hittats i Sydafrika, Australien och Nederländerna, dock var det oklart om denna mutationen var mer smittsam eller aggressiv än tidigare.
A701V-mutationen har aminosyran alanin som är substituerad med valin i position 701 i spikeproteinet. Globalt har Sydafrika, Australien, Nederländerna och England också rapporterat A701V runt samma tidpunkt som Malaysia. I GISAID förekommer denna mutationen i ca. 0,18% av alla fall.
Den 14 april 2021 rapporterade "Kementerian Kesihatan Malaysia" att den tredje vågen, som startat i Sabah, introducerade varainter med D614G- och A701V-mutationer.

### N439K
Mutationen upptäcktes för första gången under våren 2020 i Skottland där den tros ha sitt ursprung. Forskare tror att denna mutationen kan vara mer smittsam än den variant som först upptäcktes i Wuhan, Kina. Forskare tror även att denna variant kan leda till att de vaccin som tagits fram kan ha en försämrad effekt. Denna mutation och andra visar att spikeproteinet kan förändras utan att förstöra virusets förmåga att spridas vidare. Forskare har också sedan tidigare visat att denna mutation är åtminstone immun mot en slags antikropp som smittade människor kan producera.

## Nya varianter av särskilt intresse
Den 29 maj 2021 upptäckte forskare i Vietnam en ny, mer smittsam variant av Covid-19-viruset som kan vara en blandning av varianterna först upptäckta i Indien och Storbritannien.

## Ursprung av varianter
Forskare har antytt att flera mutationer kan få sitt ursprung hos patienter som lider av immunsuppresion under en pågående infektion av covid-19.